# Рихтер, Александр Александрович
Александр Александрович Рихтер (Александер Фридрих Рихтер; 1836—1898) — юрист, статистик, финансист и государственный деятель Российской империи; тайный советник, директор департамента окладных сборов, член Совета министра финансов.

## Биография
Родился 9 (21) августа 1836 года (ошибочно указываются также 1833 и 1837 годы). Отец — лейб-медик Александр Андреевич Рихтер. Мать — Наталья Петровна (Наталья Луиза) Эйнбродт (1809 — апрель 1884), дочь известного Московского аптекаря Петера Эйнбродта.
Образование получил в Александровском лицее, который окончил с серебряной медалью в 1856 году. Поступил на службу 25 мая 1856 года. В 1859 году был назначен для занятий в редакционных комиссиях по крестьянскому делу. В 1861—1862 гг. состоял мировым посредником в Самарской губернии; получил чин надворного советника. С 6 октября 1862 по 8 апреля 1874 года находился в отставке.
В 1870-х годах занимался в комиссии по пересмотру системы податей и сборов. В 1878 году был командирован в распоряжение генерал-адъютанта князя А. М. Дондукова-Корсакова и занимал должность члена совета финансового управления в Болгарии.
Был произведён 7 мая 1882 года в действительные статские советники, а 18 июня назначен директором департамента окладных сборов. Одна за другой следовали при нём реформы, направленные к переустройству системы прямых налогов в смысле уравновешения податной тяготы. Это переустройство податной системы повлекло за собой необходимость преобразования местного податного управления; по проекту Рихтера в 1885 году был учреждён институт податных инспекторов.
С 13 апреля 1886 года — тайный советник. Вскоре, при новом министре финансов Вышнеградском, 27 июня 1887 года Рихтер был назначен членом совета министра финансов. Ему была поручена работа по пересмотру узаконений о земском обложении, результатом которой стал закон от 8 июня 1893 года об оценке недвижимых имуществ. Он председательствовал также в комиссии о всеобщем подоходном обложении. В 1893 году Рихтер был назначен председателем комиссии по пересмотру узаконений о взимании с крестьян окладных сборов.
Как человек большого ума, широкого образования и сильной воли, горячо преданный своему делу, Рихтер всегда умел окружать себя энергичными сотрудниками, благодаря чему ему в сравнительно короткий период и удалось провести такую крупную реформу, как податная. В течение многих лет он состоял земским гласным и почетным мировым судьей в Калужской губернии.
За время службы Александр Александрович Рихтер был удостоен орденов Святого Владимира 2-й степени (1894), Святой Анны 1-й степени (1889) и Святого Станислава 1-й степени (1883). Имел медали серебряную «За труды по освобождению крестьян» и тёмно-бронзовую «В память русско-турецкой войны 1877—1878», а также черногорский орден Князя Даниила I 3-й степени (1878).
Умер 4 (16) марта 1898 года от пневмонии дома на Моховой 31, в Санкт-Петербурге. Похоронен в своём имении Куровское в Перемышльском уезде Калужской губернии.
Уже после смерти Рихтера был напечатан составленный им статистический очерк: «Как распределен у нас достаток» («Русское экономическое обозрение». — 1898. — № 3), представляющий собой первую в России попытку учесть распределение имуществ среди всех слоев населения.

## Семья
Был женат на Берте Алексеевне Марпург (нем. Bertha Marie Marpurg; 1843—1889). Их дети:
- Наталья (1865—1924), замужем за Михаилом Павловичем Глебовым, который с 1905 года был председателем Санкт-Петербургского столичного мирового съезда, земский гласный в Тверской губернии, статский советник[5];
- Андрей (1871—1947), российский и советский учёный-физиолог;  академик (1932) Академии наук СССР.